# Celia Calderón de la Barca
Celia Calderón de la Barca (* 10. Februar 1921 in Mexiko-Stadt; † 9. Oktober 1969 ebenda) war eine mexikanische Künstlerin.
Sie studierte von 1942 bis 1944 Malerei an der aus der Academia de San Carlos hervorgegangenen Escuela Nacional de Artes Plásticas (Nationale Schule der plastischen Künste). Ein Stipendium der Universidad Nacional Autónoma de México (Nationale Autonome Universität von Mexiko, UNAM) ermöglichte ihr das Studium der Druckgraphik an der Escuela de Artes del Libro (Schule der Buchkunst). 1947 gründete sie zusammen mit anderen Künstlern die Sociedad Mexicana de Grabadores (Mexikanische Gesellschaft der Graveure). 1950 studierte Calderón de la Barca kurzzeitig an der Slade School of Fine Art in England und trat 1952 der Taller de Gráfica Popular (Werkstatt der Volksgraphiker, TGP) bei, deren Präsidentin sie 1963 wurde. 1957 reiste sie in die Sowjetunion und die Volksrepublik China, wo sie in Peking ihre Werke ausstellte. Im Jahre 1965 trat sie aus der Taller de Gráfica Popular aus.